# Julien Vetro
Julien Vetro (* 23. Februar 2004 in Lagny-sur-Marne) ist ein französischer Fußballspieler, der beim FC Burnley in der EFL Championship unter Vertrag steht.

## Karriere
Julien Vetro durchlief die Jugendmannschaften des Noisiel FC und US Torcy in seiner Heimatregion Seine-et-Marne, bevor er seine Ausbildung am INF Clairefontaine erhielt. Danach wechselte Vetro in die Jugendakademie des Profivereins Girondins Bordeaux in den französischen Südwesten. Ab der Saison 2021/22 absolvierte der Linksaußen Spiele für die zweite Mannschaft der Girondins in der National 3. Am 19. November 2022 gab Vetro sein Debüt in der ersten Mannschaft von Bordeaux, als er beim Auswärtssieg im Coupe de France gegen den Trélissac-Antonne Périgord FC eingewechselt wurde. Sein Ligadebüt gab Vetro im Januar 2024 bei einem 3:1-Heimsieg in der Ligue 2 gegen den FC Valenciennes. Einen Monat später gelang ihm gegen Amiens sein erstes Tor bei einem 1:1-Unentschieden. Infolge eines Insolvenzverfahrens und einem Zwangsabstieg in die dritte französische Liga sah sich der Verein Ende Juli 2024 gezwungen, seine Profi-Lizenz zur Saison 2024/25 abzugeben. Alle Profiverträge wurden aufgelöst, darunter der von Vetro.
Im August 2024 wechselte Vetro zum englischen Zweitligisten FC Burnley und unterzeichnete einen Vierjahresvertrag. Am selben Tag, an dem er in Burnley unterschrieb, wechselte Vetro für eine Saison auf Leihbasis zum schottischen Erstligisten FC Dundee. Vetro debütierte am 21. September 2024 als Einwechselspieler für Dundee im Viertelfinalspiel des schottischen Ligapokals gegen die Glasgow Rangers, das 0:3 verloren wurde. Am 3. November 2024 brach Vetro vor einem Spiel gegen den FC Kilmarnock in der Umkleidekabine zusammen und wurde ins Krankenhaus gebracht. Er erholte sich jedoch und kehrte rechtzeitig in den Dens Park zurück, um mit seinen Teamkollegen den 3:2-Sieg seiner Mannschaft zu feiern. Nachdem er nur fünfmal für Dundee zum Einsatz gekommen war, wurde die Leihe im Januar 2025 vorzeitig beendet.